# Washburn Hollowbodies
Las Washburn Hollowbodies fue una de las primeras series de guitarras que fabricó y comercializó la compañía de guitarras Washburn. Esta serie tuvo cierta relevancia en el desarrollo del movimiento Delta blues en Maxwell Street, en los años 20. Esta línea de guitarras se caracteriza por su sonido resonante, gracias a que son de cuerpo hueco y alargado (diseño original de Washburn). Sus características incluyen las pick-ups vintage y los afinadores Grover.

## Algunos modelos

### HB35
Esta Hollowbody es perfecta para todos los estilos. Tiene detalles de lujo, como por ejemplo las macas de los trastes con diseños de bloques cortados y su hardware bañado en oro, lo que hacen que se vea bien. Aunque esta guitarra es una de cuerpo hueco, tiene un bloque de madera sólida al centro, pero mantiene su tono cálido y su gran sustain.

#### Especificaciones
- Cuerpo de arce
- Cubierta de arce "flameado"
- Cuerpo semi-acústico de doble corte
- Hardware bañado en oro
- "F-holes"
- Bordes multi-laminados
- Golpeador (pickguard) de color blanco combinado negro
- Diapasón palorosa
- Diseño en trastes de bloques partidos
- Tune-o-matic (Puente)
- Barra stoptail
- 621 neck pickup
- 623 bridge pickup
- 4 perillas de tono y volumen/Switch de tres posiciones
- Afinadores Grover® 18:1 de radio, bañado en oro
- 22 trastes

### J4
Esta guitarra es bastante especial en su construcción, ya que tiene una mini-humbucker flotante, y un hueco acústico, que le da mayor resonancia, y el clásico tono del Jazz, lo que hace de esta guitarra situable para tocar este estilo de música.

#### Especificaciones
- Cubierta flameada y cuerpo de arce
- Mástil de caoba
- Diapasón palorosa con diseños de trastes en puntos
- Huevo ovalado de resonancia
- Mini-humbucker flotante
- Stoptail de diseño "W" de Washburn
- Hardware bañado en oro
- 22 trastes